# F1 (Maschinenpistole)
Die F1 ist eine australische Maschinenpistole.
Sie wurde gegen Ende der 1950er-Jahre entwickelt und war vorgesehen als Ersatz für die Maschinenpistole Owen, mit der australische Soldaten bereits im Zweiten Weltkrieg ausgerüstet waren. Sie übernahm die Merkmale mehrerer anderer Waffen:
- die Munitionszuführung von oben funktioniert wie bei der Owen, zwangsläufig musste das Visier wie dort nach rechts versetzt werden
- der perforierte Kühlmantel wurde der Sterling-MP entlehnt
- der Pistolengriff stammt vom Gewehr L1 A1

Abgesehen vom Äußeren ist die F1 eine konventionelle Maschinenpistole. Der Verschluss liegt nicht offen, sondern wird mittels eines beweglichen Staubschutzes abgedeckt, der am Spanngriff befestigt ist. An der Laufmündung kann optional ein Bajonett aufgepflanzt werden. Die F1 erwies sich als robuste und zuverlässige Waffe, insbesondere im Dschungelkampf beim Einsatz australischer Soldaten während des Vietnamkrieges. Die letzten Exemplare wurden erst 1991 ausgemustert, als die Armee des Landes auf die Austeyr umrüstete, einer Variante der österreichischen Steyr AUG, die dort in Lizenz gebaut wird.